# Ernst Hirschberg
Ernst Eliaser Hirschberg (* 8. März 1859 in Königsberg; † 22. Juni 1906 in Berlin) war ein deutscher Statistiker. Hirschberg machte sich um die Erforschung sozialer Missstände im Kaiserreich verdient.

## Leben
Hirschberg wurde am 8. März 1859 in Königsberg als Sohn des Kaufmanns Moritz Hirschberg und dessen Ehefrau Bertha geb. Theodor geboren und war jüdischen Glaubens. Er besuchte anschließend das Gymnasium in Königsberg und studierte anschließend an der dortigen Universität Kameralwissenschaften und Rechtswissenschaften. Am 13. Februar 1882 verteidigte er seine Inaugural-Dissertation mit dem Titel Der Arbeiter-Versicherungszwang mit besonderer Berücksichtigung der Unfallversicherung an der philosophischen Fakultät der Albertus-Universität Königsberg. Um das Jahr 1892 oder 1894 wurde er Direktionsassistent im Statistischen Amt der Stadt Berlin. 1898 bis 1906 war er Leiter des Statistischen Bureaus in Charlottenburg. Im Jahre 1902 wurde Ernst Hirschberg Vizedirektor und schließlich 1903 Direktor des Statistischen Amtes der Stadt Berlin.
Hirschberg verstarb am 22. Juni 1906 gegen 9:15 Uhr in seiner Wohnung in der Berliner Straße 80a in Charlottenburg. Die Berliner Volkszeitung vermeldete noch am 3. Mai selbigen Jahres, dass Dr. Hirschberg von seiner Krankheit genesen sei. Hirschberg wurde nach seinem Tod auf dem Luisen-Friedhof III in Charlottenburg beigesetzt (Abt. GI, Reihe 18, Nr. 5). Er war seit dem 15. November 1892 mit Margarete geb. Müller verheiratet. Sie bekamen 1897 in Charlottenburg die Tochter Berta Luise Gertrud Hirschberg.

## Leistungen
1904 war Ernst Hirschberg Mitglied im Hauptausschuss des Deutschen Vereins für Armenpflege und Wohltätigkeit.

## Werke
- Der Arbeiter-Versicherungszwang mit besonderer Berücksichtigung der Unfallversicherung. Dissertation. 1882.
- Die Selbsthilfe des Arbeiterstandes als Grundlage seiner Versicherung. 1883 und 1884.
- Trennung der Alters- und Invalidenversicherung. 1889.
- Die amtliche Statistik und die Arbeiterfrage im Deutschen Reich. 1892.
- Beiträge zur Statistik der Brotpreise. 1893.
- Die Maßnahmen gegenüber der Arbeitslosigkeit. 1894.
- Die soziale Lage der arbeitenden Klassen in Berlin. 1897.
- Arbeitslosenversicherung und Armenpflege. 1903.